# NGC 956
NGC 956 ist die Bezeichnung eines offenen Sternhaufens im New General Catalogue. Der Sternhaufen liegt im Sternbild Andromeda und wurde am 23. Dezember 1831 von dem Astronomen John Herschel entdeckt.